# Cinema and Science
Cinema and Science (CISCI) war ein Bildungsprojekt des österreichischen Physikers Heinz Oberhummer. Es wurde von der Europäischen Kommission gefördert und wurde von dieser als Starprojekt ausgezeichnet. Zwischenzeitlich wurde das Projekt eingestellt, die dazugehörige Webseite ist offline.
CISCI beschreibt und erklärt naturwissenschaftliche Inhalte mit Hilfe von populären Filmen, untersucht aber auch, ob bestimmte Filmszenen aus naturwissenschaftlicher Sicht in der gezeigten Form realisierbar sind.
Die Analysen und Beschreibungen von Filmszenen werden für Schüler und Lehrer in einer freien web-basierten Datenbank zur Verfügung gestellt. Dadurch können der naturwissenschaftliche Unterricht im sekundären Schulbereich interessanter gestaltet und die Schüler zur Mitarbeit motiviert werden.
Die Inhalte von CISCI werden laufend von Wissenschaftlern und Lehrern unter der Leitung der TU Wien ergänzt sowie wissenschaftlich und didaktisch geprüft.